# Henry Dawley
Henry Dawley (1646–1703) foi Membro do Parlamento inglês por Lymington de 1680 a 1685.
Dawley nasceu em Sparsholt, Hampshire, filho de Henry Dawley e Anne, nascida Worsley. Ele foi educado no Wadham College, Oxford. Em 1670 ele casou-se com Mary Collins de Newport, Ilha de Wight; eles tiveram um filho e três filhas. Ele foi nomeado um Freeman de Winchester em 1677, e de Lymington em 1680.